# Vestris (Schiff)
Die Vestris war ein Passagierschiff der britischen Reederei Lamport & Holt, das zwischen 1912 und 1928 Passagiere, Fracht und Post von Großbritannien nach New York und Südamerika brachte. Am 12. November 1928 geriet das Schiff auf dem Nordatlantik in einen schweren Sturm und sank. 112 Menschen kamen ums Leben.

## Das Schiff
Das 10.494 BRT große Dampfschiff Vestris wurde im nordirischen Belfast auf der Werft Workman, Clark & Co. Ltd. gebaut und lief am 16. Mai 1912 mit der Baunummer 303 vom Stapel. Die Vestris wurde für die 1845 gegründeten britische Reederei Lamport & Holt Line gebaut, deren Linienschiffe Passagiere, Fracht und Post von Liverpool über New York in verschiedene südamerikanische Länder wie Brasilien, Argentinien und Uruguay transportierte.
Sitz der Reederei war London, aber der Heimathafen ihrer Schiffe war Liverpool. Die Vestris war das dritte in einer neuen Reihe von Schwesterschiffen, die die Lamport & Holt Line für ihren transatlantischen Passagier- und Frachtverkehr zwischen New York und Südamerika bauen ließ. Ihre Schwesterschiffe waren die Vandyck (1911) und die Vauban (1912). Am 19. September 1912 legte die Vestris zu ihrer Jungfernfahrt von Liverpool zum Río de la Plata ab. Zielhäfen waren Rio de Janeiro, Montevideo und Buenos Aires. Am 26. Oktober 1912 absolvierte sie ihre erste Fahrt von Liverpool nach New York. Auf dieser Strecke wurde das Schiff bis 1914 eingesetzt. Nach dem Ersten Weltkrieg lief die Vestris südamerikanische Häfen an und wurde ein sehr populäres Schiff auf ihrer Route.
Der Dampfer wurde von zwei vierzylindrigen Vierfachexpansions-Dampfmaschinen und zwei Propellern angetrieben, die 614 nominale Pferdestärken lieferten und ihn auf 15 Knoten beschleunigten. Der aus Stahl gebaute Rumpf Vestris war 151,2 Meter lang und 18,3 Meter breit. Das Schiff hatte drei Decks, das Schutzdeck, das Hauptdeck und das Oberdeck. Es war mit 14 hölzernen Rettungsbooten für insgesamt 800 Personen und Davits der Marke Martin ausgerüstet. Die Vestris war zudem mit drahtlosem Funk, elektrischem Licht und einem Ventilationssystem ausgestattet. Die Aufenthaltsräume waren in hellen Farben gehalten und luxuriös ausgestattet. Lloyd’s Register of Shipping stufte die Vestris in die höchstmögliche Kategorie, 1A, ein.
Während des Ersten Weltkriegs transportierte die Vestris medizinisches Pflegepersonal wie Ärzte und Krankenschwestern von den Vereinigten Staaten nach Frankreich. Am 16. Januar 1918 entging sie dabei im Ärmelkanal nur knapp der Torpedierung durch ein deutsches U-Boot. 1919 wurde sie von der Cunard Line für insgesamt sechs Fahrten zwischen Buenos Aires, Liverpool und New York gechartert. 
Am 9. September 1919 brach im Kohlenbunker Nr. 3 Feuer aus, als sich die Vestris mit 100 Besatzungsmitgliedern und 450 Passagieren auf dem Weg von New York nach Barbados und Uruguay befand. Unter den Passagieren befanden sich Herminia Peralta Dargie, Witwe von William E. Dargie, dem ehemaligen Herausgeber der Oakland Tribune sowie Norman Campbell Chambers, ein Titanic-Überlebender. Die Vestris wurde am Folgetag nach St. Lucia (Kleine Antillen) geschleppt, wo die Passagiere in Militärbaracken untergebracht wurden. Es gab keinen Personenschaden und nach wenigen Tagen konnte das Schiff nach einer Inspektion durch Lloyd’s Register ihre Fahrt fortsetzen. 
1922 stand sie vorübergehend im Dienst von Royal Mail. Da die Vestris regelmäßig Gold im Wert von mehreren Millionen US-Dollar von US-amerikanischen und argentinischen Banken transportierte, bekam sie von der Presse den Spitznamen „Goldschiff“ verliehen. Im November 1928 befand sich der Ozeandampfer in einem Trockendock in Brooklyn, um den Rumpf reinigen und neu anstreichen zu lassen. Als sie das Dock bei starkem Wind verließ, wurde sie gegen ein anderes Schiff gedrückt, was erneut zu einer Beschädigung des Farbanstrichs führte.

## Untergang

### Abfahrt in New York
Am Sonnabend, dem 10. November 1928 legte die Vestris um 15.45 Uhr von Pier 14 in Hoboken (New Jersey) unter dem Kommando des 59-jährigen Kapitäns William John Carey zu ihrer nächsten Fahrt ab. Sie war auf dem Weg nach Brasilien mit Zwischenstopp auf Barbados. An Bord befanden sich 325 Personen (128 Passagiere und 197 Besatzungsmitglieder). Carey war der Kommodore der Reederei. Nach dieser Fahrt sollte er das Kommando über die neuere und größere Voltaire übernehmen.
Zu den Passagieren auf dieser Fahrt gehörten unter anderen:
- Die beiden US-amerikanischen Automobilsportler Norman K. Batten aus Dayton (Ohio) und Earl F. Devore aus Los Angeles (beide kamen ums Leben)
- ihre Ehefrauen Marion Batten und Anne Devore (beide überlebten)
- Wyatt A. Brownfield, Chefingenieur der Kentucky Rock and Asphalt Company (kam ums Leben)
- William W. Davies, New Yorker Korrespondent der argentinischen Zeitung La Nación (überlebte)
- Sidney S. Koppe aus New York, Präsident der S. S. Koppe Advertising Company (kam ums Leben)
- Herbert C. W. Johnston, Geschäftsführer der Trinidad Leaseholds Ltd. (überlebte)
- Major Yoshio Inouye, japanischer Konsul in Argentinien (kam ums Leben) mit Ehefrau Teruko (überlebte)
- James Forbes Twomey, Qualitätsmanager der Electric Bond and Share Company (überlebte)
- Carlos Quiros, argentinischer Konsul in New York (überlebte)
- William Phipps Adams, Millionär und ehemaliger Präsident der First National Bank von Odebolt (überlebte)

Zur Ladung zählte hauptsächlich schweres Gerät wie mehrere dutzend Kisten mit Schreibmaschinen, Traktor-Bauteilen und Motorrädern, drei Chevrolets, aber auch zahlreiche Tonnen Obst. Schon kurz nach dem Auslaufen bemerkten einige Besatzungsmitglieder, dass auf der Steuerbordseite eine Luke zum Einladen von Kohlen defekt war und sich nicht richtig schließen ließ. Es entwickelte sich eine leichte Schlagseite nach Steuerbord, da Seewasser in den Rumpf zu laufen begann. Von dieser Schlagseite nahm zunächst niemand Notiz.

### Der Sturm
Am darauf folgenden Tag, Sonntag, 11. November 1928, geriet das Schiff in einen Sturm, der noch mehr Wasser in die Kohlenbunker presste und die Schlagseite verstärkte. Nachdem der Chefingenieur den Kapitän vom Zustand der Bunker und der Kesselräume informiert hatte, gab dieser den Befehl, die Ballasttanks zu fluten und das Wasser aus den überfluteten Abteilungen abzupumpen, um das Schiff wieder aufzurichten. Kapitän Carey benachrichtigte seine Vorgesetzten bei Lamport & Holt in London und informierte sie über die Lage, ließ jedoch keinen Notruf senden. Viele Passagiere erkundigten sich nach dem Grund der Schlagseite, erhielten aber keine zufriedenstellende Aussage. Im Verlauf der Nacht wurde der Sturm immer heftiger und die Schlagseite nahm zu.

### Untergang und Rettung

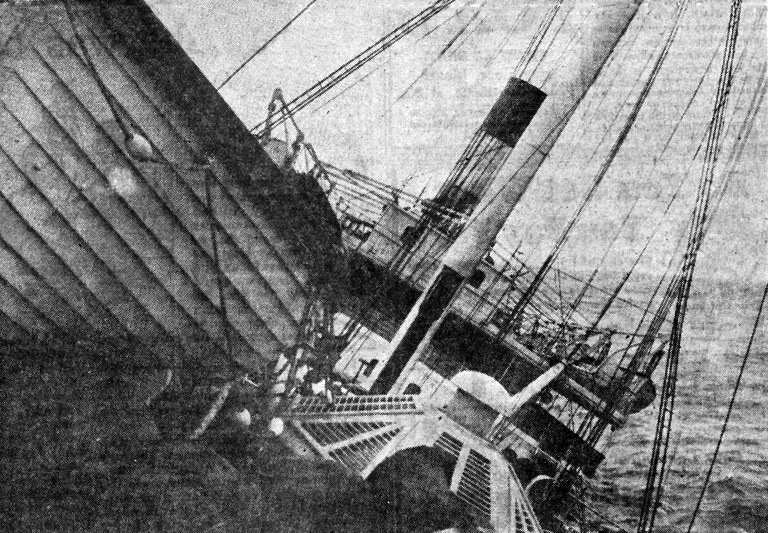
Die Vestris kurz vor dem Untergang

Erst am Montag, dem 12. November um 08.37 Uhr vormittags ließ Kapitän Carey per Funk um Hilfe rufen. Gegen 10.00 Uhr, als die Schlagseite bereits 30 Grad betrug, wurde mit der Evakuierung des Dampfers begonnen. Aufgrund der Neigung nach Steuerbord war es nicht möglich, die Rettungsboote auf der Backbordseite zu Wasser zu lassen und viele der Boote auf der Steuerbordseite waren wegen der schweren See beschädigt. Nachdem sich ein mit Frauen und Kindern besetztes Rettungsboot überschlagen hatte und die darin befindlichen Passagiere herausgeschleudert worden waren, weigerten sich die meisten Passagiere, ein Rettungsboot zu betreten. Viele hielten sich an der Reling der hoch aus dem Wasser ragenden Backbordseite fest und gingen mit dem Schiff unter. Mindestens drei weitere Boote kenterten und warfen ihre Insassen in die See.
Um 13.00 Uhr brach das wasserdichte Schott, das die Kohlenbunker der Vestris vom Maschinenraum trennte. Bevor alle Rettungsboote ausgesetzt werden konnten, kenterte die Vestris um etwa 14.30 Uhr Ortszeit etwa 250 Meilen östlich der Hampton Roads vor der Küste von Virginia. Das Schiff sank in milden Golfstromgewässern, in denen es Haie gibt. Viele im Wasser treibende Passagiere wurden von Haien angegriffen und getötet; später wurden mehrere von Haien schwer zugerichtete Leichen geborgen.
Von den 325 Menschen an Bord kamen 112 ums Leben (67 Passagiere und 45 Besatzungsmitglieder, darunter Kapitän Carey). Keines der 13 Kinder und nur acht der 36 Frauen an Bord überlebten die Katastrophe. Die Überlebenden wurden von dem kleinen Passagier- und Frachtschiff American Shipper der United States Lines (Kapitän Schuyler Forbes Cumings), dem Ozeandampfer Berlin des Norddeutschen Lloyd (Kapitän Eric von Thulen), dem Schlachtschiff Wyoming der United States Navy (Kapitän Luther Martin Overstreet) und dem französischen Öltanker Myriam (Kapitän Fernandez Forey) gerettet. Ein Teil wurde nach New York gebracht, ein anderer nach Norfolk (Virginia). Das Wrack der Vestris liegt auf den Koordinaten 37° 25′ N, 70° 33′ W.

## Konsequenzen
Der Untergang der Vestris in Verbindung mit der daraus resultierenden Kritik an der Sicherheit des Schiffs und der Zuverlässigkeit seiner Besatzung sowie der schlechten Presse sorgten für einen erheblichen Imageschaden für die Reederei und einen Rückgang der Buchungen. Durch die folgende Weltwirtschaftskrise erhielt die Lamport & Holt Line einen weiteren Tiefschlag, von dem sie sich nicht mehr erholte. Sie musste ihren Passagierverkehr stark reduzieren und viele ihrer Schiffe aus dem Verkehr ziehen. Anfang der 1930er Jahre kollabierte das von dem Schiffsmagnaten Owen Phillips, 1st Lord Kylsant geleitete Mutterunternehmen und alle ihre Anteile wurden liquidiert.
Besonders kritisiert wurde der Zustand der Schwimmwesten. Viele der Bergungskräfte sagten nach dem Unglück aus, dass sie zahlreiche Tote mit dem Gesicht nach unten treibend gefunden hatten, obwohl sie die damals üblichen Schwimmwesten aus Kork trugen. Dies führte dazu, dass 1929 auf einer Tagung der International Convention for the Safety of Life at Sea (SOLAS) die Einführung von moderneren Schwimmwesten aus zuverlässigerem Material wie Kapok auf Handelsschiffen beschlossen wurde.

## Bücher
- Olivier, Clint: Last Dance of the Vestris, 2013. Mit einem Vorwort von Ronald Warwick, ehemaliger Kapitän der Queen Elizabeth 2.